# Xabat Otxotorena

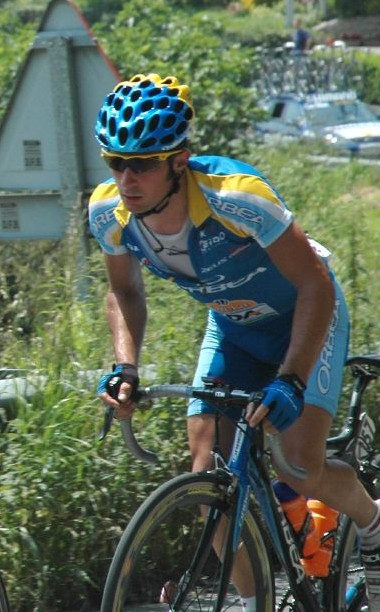
Xabat Otxotorena bei der Euskal Bizikleta 2007

Xabat Otxotorena Arraras (* 17. November 1980 in Hernani) ist ein ehemaliger spanischer Radrennfahrer.
Otxotorena gewann 2003 gewann eine Etappe der Vuelta al Goierri. Im Jahr darauf war er auf einem Teilstück des Giro dell Valli Cuneesi nelle Alpi del Mare erfolgreich. Ab 2005 fuhr Otxotorena für das spanische Continental Team Orbea. In seiner zweiten Saison dort wurde er unter anderem Gesamtvierter bei der Vuelta a Extremadura und Fünfter beim Circuito de Getxo, wo er 2007 den vierten Rang belegte. Ebenfalls 2007 gewann er eine Etappe beim Circuito Montañés und damit seinen einzigen Wettbewerb des internationalen Kalenders.

## Erfolge
2007
- eine Etappe Circuito Montañés

## Teams
- 2005 Orbea
- 2006 Orbea
- 2007 Orbea-Laukiz F.T.
- 2008 Extremadura-Spiuk